# Florent Bojaj
Florent Bojaj (Londra, 13 aprile 1996) è un calciatore albanese con cittadinanza britannica, attaccante svincolato.

## Carriera

### Club
Il 17 luglio 2018 viene acquistato a titolo definitivo dalla squadra bulgara dell'Etăr, con cui sottoscrive un contratto biennale con scadenza il 30 giugno 2020.

### Nazionale
Nel 2012 ha giocato 3 partite nella nazionale albanese Under-17.

## Statistiche

### Presenze e reti nei club
Statistiche aggiornate all'11 giugno 2021.
| Stagione                 | Squadra                  | Campionato               | Campionato | Campionato | Coppe nazionali | Coppe nazionali | Coppe nazionali | Coppe continentali | Coppe continentali | Coppe continentali | Altre coppe | Altre coppe | Altre coppe | Totale | Totale |
| Stagione                 | Squadra                  | Comp                     | Pres       | Reti       | Comp            | Pres            | Reti            | Comp               | Pres               | Reti               | Comp        | Pres        | Reti        | Pres   | Reti   |
| ------------------------ | ------------------------ | ------------------------ | ---------- | ---------- | --------------- | --------------- | --------------- | ------------------ | ------------------ | ------------------ | ----------- | ----------- | ----------- | ------ | ------ |
| 2015-2016                | Huddersfield Town        | FLC                      | 8          | 1          | FACup+CdL       | 0+0             | 0               | -                  | -                  | -                  | -           | -           | -           | 8      | 1      |
| 2016-gen. 2017           | Kilmarnock               | SP                       | 2          | 0          | SC+SLC          | 0+3             | 0               | -                  | -                  | -                  | -           | -           | -           | 5      | 0      |
| gen.-apr. 2017           | Newport County           | FL2                      | 1          | 0          | FACup+CdL       | 0+0             | 0               | -                  | -                  | -                  | -           | -           | -           | 1      | 0      |
| set. 2017-feb. 2018      | Welling Utd              | NLS                      | 3          | 0          | FACup+CdL       | 0+0             | 0               | -                  | -                  | -                  | -           | -           | -           | 3      | 0      |
| feb.-giu. 2018           | Pirin Blagoevgrad        | PL                       | 14         | 5          | CB              | 0               | 0               | -                  | -                  | -                  | -           | -           | -           | 14     | 5      |
| 2018-2019                | Etăr                     | PL                       | 32         | 5          | CB              | 1               | 0               | -                  | -                  | -                  | -           | -           | -           | 33     | 5      |
| 2019-2020                | Etăr                     | PL                       | 23         | 3          | CB              | 0               | 0               | -                  | -                  | -                  | -           | -           | -           | 23     | 3      |
| Totale Etăr              | Totale Etăr              | Totale Etăr              | 55         | 8          |                 | 1               | 0               |                    | -                  | -                  |             | -           | -           | 56     | 8      |
| 2020-2021                | Kickers Offenbach        | RLS                      | 38         | 7          | CG              | 0               | 0               | -                  | -                  | -                  | -           | -           | -           | 38     | 7      |
| 2021-2022                | Kickers Offenbach        | RLS                      | 0          | 0          | CG              | 0               | 0               | -                  | -                  | -                  | -           | -           | -           | 0      | 0      |
| Totale Kickers Offenbach | Totale Kickers Offenbach | Totale Kickers Offenbach | 38         | 7          |                 | 0               | 0               |                    | -                  | -                  |             | -           | -           | 38     | 7      |
| Totale carriera          | Totale carriera          | Totale carriera          | 121        | 21         |                 | 4               | 0               |                    | -                  | -                  |             | -           | -           | 125    | 21     |